# 울리히 폰 빌라모비츠묄렌도르프

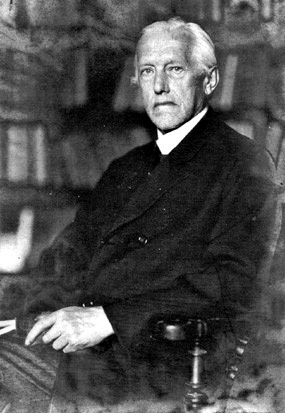
빌라모비츠묄렌도르프(1902)

에모 프리드리히 울리히 폰 빌라모비츠묄렌도르프(Emmo Friedrich Richard Ulrich von Wilamowitz-Moellendorff, 1848년 12월 22일 ~ 1931년 9월 25일)는 독일의 고전학자이다. 그라이프스발트, 괴팅겐, 베를린에서 교수로 일했다.